# Campeonato Descentralizado 1981
El Campeonato Descentralizado de fútbol profesional del Perú de 1981 tuvo la participación de 16 equipos. El torneo se desarrolló en dos etapas: el Torneo Regional, se dividió en 4 grupos. Los grupos del Norte, del Sur y Central tenían sus ganadores y de cada grupo avanzan a un grupo final Provincial donde los dos primeros avanzaron a las semifinales del torneo regional. En el grupo Metropolitano, los dos primeros avanzaron directamente a las semifinales.
El campeón del torneo fue el FBC Melgar, tras obtener el mayor puntaje acumulado en el Torneo Descentralizado, el cuadro dominó consiguió por primera vez un campeonato. El Universitario se ubicó en segundo lugar y clasificó a la Copa Libertadores play-off y se enfrentó al Deportivo Municipal donde después de haber jugado una ida y vuelta se fueron a un partido definitorio en el Estadio Nacional en la cual el muni venció a los cremas por 3 a 2 y se clasificó por primera vez a una Copa Libertadores. En cuanto al descenso, el Atlético Torino perdió la categoría por ubicarse último en el acumulado.
El Alianza Lima tuvo al goleador del torneo, que fue el delantero peruano José Andrés Carranza, con 18 goles en el año.

## Ascensos y descensos
| Posición | Ascendido de Copa Perú 1980 |
| -------- | --------------------------- |
| 1º       | León de Huánuco             |

| Posición | Descendido del Descentralizado 1980 |
| -------- | ----------------------------------- |
| 16º      | Juventud La Palma                   |

## Equipos participantes

### Distribución geográfica
| Departamento | Equipos                                                                                  |
| ------------ | ---------------------------------------------------------------------------------------- |
| Lima         | Alianza Lima Deportivo Municipal Sporting Cristal Unión Huaral Universitario de Deportes |
| Callao       | Atlético Chalaco Sport Boys                                                              |
| Junín        | Deportivo Junín ADT                                                                      |
| Arequipa     | Melgar                                                                                   |
| Huánuco      | León de Huánuco                                                                          |
| Lambayeque   | Juan Aurich                                                                              |
| Loreto       | CNI                                                                                      |
| Piura        | Atlético Torino                                                                          |
| Puno         | Alfonso Ugarte                                                                           |
| Tacna        | Deportivo Bolognesi                                                                      |

| C.N.I. Atlético Torino Juan Aurich U. Huaral Ugarte León de Huánuco FBC Melgar Bolognesi Dep. Junín A.D.T. Alianza Lima Atl. Chalaco Dep. Municipal Sport Boys Sporting Cristal Universitario |

## Torneo Regional
El Torneo Regional se dividió en 4 grupos. Los grupos del Norte, del Sur y Central tenían sus ganadores y de cada grupo avanzan a un grupo final Provincial donde los dos primeros avanzaron a las semifinales del torneo regional. En el grupo Metropolitano, los dos primeros avanzaron directamente a las semifinales.

### Fase de grupos
Norte, Central y Sur siguen estas reglas:
- Dan 2 puntos por victoria;
- 1 punto por empate;
- No hay puntos por una derrota.

#### Grupo Metropolitano
Este grupo tenía reglas especiales. Los partidos que terminan en empates se definirían en una tanda de penales.
- 3 puntos se les da por una victoria;
- 2 puntos se les da por una victoria después de la tanda de penales;
- No hay puntos por una derrota después de la tanda de penales.

Además, los dos primeros de este grupo avanzarán a las semifinales.
| Pos. | Equipo           | J  | G | GP | PP | P | GF | GC | DG | Pts | Clasificación |
| ---- | ---------------- | -- | - | -- | -- | - | -- | -- | -- | --- | ------------- |
| 1°   | Alianza Lima     | 10 | 6 | 1  | 0  | 3 | 13 | 10 | +3 | 20  |               |
| 2°   | Universitario    | 10 | 5 | 2  | 0  | 3 | 13 | 10 | +3 | 19  | Eliminatorias |
| 3°   | Municipal        | 10 | 6 | 0  | 1  | 3 | 13 | 8  | +5 | 18  | Eliminatorias |
| 4°   | Sport Boys       | 10 | 3 | 1  | 1  | 5 | 12 | 15 | -3 | 11  |               |
| 5°   | Atlético Chalaco | 10 | 3 | 0  | 1  | 6 | 8  | 12 | -4 | 9   |               |
| 6°   | Sporting Cristal | 10 | 2 | 1  | 2  | 5 | 10 | 14 | -4 | 8   |               |

|  | Clasificado a las Eliminatorias 1981. |

G:Partido Ganado/GP:Ganado en Penales/PP:Perdido en Penales/P:Partido Perdido
- Se jugó un torneo de reservas paralelamente al Torneo Metropolitano que otorgó puntos de bonificación a los Primeros Equipos. donde Universitario salió campeón y Deportivo Municipal subcampeón, obteniendo en el global más puntos que Alianza Lima.

##### Resultados
| Local \ Visitante   | ALI | CHA | MUN | SBA | CRI | UNI |
| ------------------- | --- | --- | --- | --- | --- | --- |
| Alianza Lima        |     | 1–0 | 1–3 | 3–2 | 2–2 | 3–1 |
| Atlético Chalaco    | 0–1 |     | 0–2 | 4–2 | 2–0 | 0–0 |
| Deportivo Municipal | 1–0 | 1–0 |     | 3–1 | 0–1 | 0–1 |
| Sport Boys          | 1–0 | 0–1 | 2–0 |     | 1–1 | 2–1 |
| Sporting Cristal    | 0–1 | 3–1 | 1–2 | 0–0 |     | 1–3 |
| Universitario       | 0–1 | 2–0 | 1–1 | 2–1 | 2–1 |     |

#### Grupo Norte
| Pos. | Equipo          | J | G | E | P | GF | GC | DG | Pts | Clasificación    |
| ---- | --------------- | - | - | - | - | -- | -- | -- | --- | ---------------- |
| 1°   | Atlético Torino | 4 | 1 | 2 | 1 | 6  | 5  | +1 | 4   | Final Provincial |
| 2°   | CNI             | 4 | 1 | 2 | 1 | 3  | 3  | 0  | 4   |                  |
| 3°   | Juan Aurich     | 4 | 1 | 2 | 1 | 3  | 4  | -1 | 4   |                  |

|  | Clasificado a las Final Provincial 1981. |

##### Resultados
| Local \ Visitante | TOR | CNI | AUR |
| ----------------- | --- | --- | --- |
| Atlético Torino   |     | 1–1 | 3–1 |
| CNI               | 2–1 |     | 0–0 |
| Juan Aurich       | 1–1 | 1–0 |     |

#### Grupo Central
| Pos. | Equipo          | J | G | E | P | GF | GC | DG | Pts | Clasificación    |
| ---- | --------------- | - | - | - | - | -- | -- | -- | --- | ---------------- |
| 1°   | ADT             | 6 | 4 | 1 | 1 | 13 | 7  | +6 | 9   | Final Provincial |
| 2°   | León de Huánuco | 6 | 3 | 2 | 1 | 9  | 8  | +1 | 8   |                  |
| 3°   | Unión Huaral    | 6 | 1 | 2 | 3 | 7  | 9  | -2 | 4   |                  |
| 4°   | Deportivo Junín | 6 | 1 | 1 | 4 | 5  | 10 | -5 | 3   |                  |

|  | Clasificado a las Final Provincial 1981. |

##### Resultados
| Local \ Visitante | ADT | JUN | LEO | HUA |
| ----------------- | --- | --- | --- | --- |
| ADT               |     | 2–0 | 2–0 | 2–1 |
| Deportivo Junín   | 1–2 |     | 2–2 | 2–0 |
| León de Huánuco   | 3–2 | 1–0 |     | 2–0 |
| Unión Huaral      | 2–2 | 3–0 | 1–1 |     |

#### Grupo Sur
| Pos. | Equipo         | J | G | E | P | GF | GC | DG | Pts | Clasificación    |
| ---- | -------------- | - | - | - | - | -- | -- | -- | --- | ---------------- |
| 1°   | FBC Melgar     | 4 | 2 | 1 | 1 | 8  | 6  | +2 | 5   | Final Provincial |
| 2°   | Bolognesi      | 4 | 2 | 0 | 2 | 5  | 4  | +1 | 4   |                  |
| 3°   | Alfonso Ugarte | 4 | 1 | 1 | 2 | 4  | 7  | -3 | 3   |                  |

|  | Clasificado a las Final Provincial 1981. |

##### Resultados
| Local \ Visitante | ALF | BOL | MEL |
| ----------------- | --- | --- | --- |
| Alfonso Ugarte    |     | 1–0 | 2–2 |
| Coronel Bolognesi | 2–0 |     | 2–0 |
| Melgar            | 3–1 | 3–1 |     |

### Final Provincial
| Pos. | Equipo          | J | G | E | P | GF | GC | DG | Pts | Clasificación |
| ---- | --------------- | - | - | - | - | -- | -- | -- | --- | ------------- |
| 1°   | FBC Melgar      | 2 | 2 | 0 | 0 | 4  | 2  | +2 | 4   | Eliminatorias |
| 2°   | ADT             | 2 | 0 | 1 | 1 | 2  | 3  | -1 | 1   | Eliminatorias |
| 3°   | Atlético Torino | 2 | 0 | 1 | 1 | 2  | 3  | -1 | 1   |               |

|  | Clasificados a las Eliminatorias 1981. |

#### Resultados
| Local \ Visitante | ADT | TOR | MEL |
| ----------------- | --- | --- | --- |
| ADT               |     | 1–1 | —   |
| Atlético Torino   | —   |     | 1–2 |
| Melgar            | 2–1 | —   |     |

## Eliminatorias
El ganador clasificará a la Copa Libertadores play-off. 
|  | Semifinales         | Semifinales  | Semifinales   |   |                     | Final               | Final               |  |
|  | Ida - Vuelta        | Ida - Vuelta | Ida - Vuelta  |   |                     | Partido Definitorio | Partido Definitorio |  |
|  |                     |              |               |   |                     |                     |                     |  |
|  |                     |              |               |   |                     |                     |                     |  |
|  | Deportivo Municipal | 3            | 0             |   |                     |                     |                     |  |
|  | Deportivo Municipal | 3            | 0             |   |                     |                     |                     |  |
|  | ADT                 | 0            | 1             |   |                     |                     |                     |  |
|  | ADT                 | 0            | 1             |   | Deportivo Municipal | 1                   |                     |  |
|  |                     |              |               |   | Deportivo Municipal | 1                   |                     |  |
|  |                     |              | Universitario | 0 |                     |                     |                     |  |
|  | Universitario       | 2            | Universitario | 0 | 0                   |                     |                     |  |
|  | Universitario       | 2            |               |   | 0                   |                     |                     |  |
|  | FBC Melgar          | 0            | 1             |   |                     |                     |                     |  |
|  | FBC Melgar          | 0            | 1             |   |                     |                     |                     |  |
|  |                     |              |               |   |                     |                     |                     |  |

## Torneo Descentralizado
| Pos. | Equipo              | Pts. | PJ | PG | PE | PP | GF | GC | DG  | Clasificación              |
| ---- | ------------------- | ---- | -- | -- | -- | -- | -- | -- | --- | -------------------------- |
| 1    | FBC Melgar (C)      | 40   | 30 | 16 | 8  | 6  | 39 | 22 | +17 | Copa Libertadores 1982     |
| 2    | Universitario       | 39   | 30 | 16 | 7  | 7  | 48 | 30 | +18 | Copa Libertadores play-off |
| 3    | Alianza Lima        | 36   | 30 | 16 | 4  | 10 | 51 | 33 | +18 |                            |
| 4    | Alfonso Ugarte      | 36   | 30 | 14 | 8  | 8  | 43 | 32 | +11 |                            |
| 5    | León de Huánuco     | 33   | 30 | 10 | 13 | 7  | 30 | 30 | +0  |                            |
| 6    | Atlético Chalaco    | 32   | 30 | 10 | 12 | 8  | 38 | 30 | +8  |                            |
| 7    | Sport Boys          | 30   | 30 | 9  | 12 | 9  | 41 | 37 | +4  |                            |
| 8    | Deportivo Junín     | 28   | 30 | 11 | 6  | 13 | 39 | 45 | -6  |                            |
| 9    | Sporting Cristal    | 28   | 30 | 8  | 12 | 10 | 31 | 37 | -6  |                            |
| 10   | CNI                 | 27   | 30 | 9  | 9  | 12 | 35 | 40 | -5  |                            |
| 11   | Deportivo Municipal | 27   | 30 | 8  | 11 | 11 | 33 | 41 | -8  |                            |
| 12   | Coronel Bolognesi   | 27   | 30 | 10 | 6  | 14 | 29 | 35 | -6  |                            |
| 13   | Juan Aurich         | 26   | 30 | 6  | 14 | 10 | 21 | 33 | -12 |                            |
| 14   | ADT                 | 25   | 30 | 9  | 7  | 14 | 27 | 31 | -4  |                            |
| 15   | Unión Huaral        | 24   | 30 | 7  | 10 | 13 | 28 | 44 | -16 |                            |
| 16   | Atlético Torino     | 23   | 30 | 10 | 3  | 17 | 34 | 45 | -11 | Copa Perú 1982             |

|  | (C): Campeón y Clasificado a la Copa Libertadores 1982.                           |
|  | Juega Copa Libertadores play-off con Campeón Regional 1981 (Deportivo Municipal). |
|  | Desciende a la Copa Perú 1982.                                                    |

### Results
| Local \ Visitante   | ADT | UGA | ALI | CHA | TOR | CNI | BOL | JUN | MUN | AUR | LEO | MEL | SBA | CRI | HUA | UNI |
| ------------------- | --- | --- | --- | --- | --- | --- | --- | --- | --- | --- | --- | --- | --- | --- | --- | --- |
| ADT                 |     | 0–0 | 0–2 | 0–0 | 3–0 | 1–0 | 0–1 | 1–1 | 2–1 | 4–0 | 0–0 | 2–1 | 2–1 | 4–0 | 2–1 | 0–0 |
| Alfonso Ugarte      | 2–0 |     | 2–0 | 2–2 | 1–1 | 3–0 | 1–0 | 0–0 | 2–0 | 1–0 | 4–0 | 1–3 | 3–0 | 1–0 | 3–0 | 1–2 |
| Alianza Lima        | 3–0 | 3–3 |     | 2–1 | 4–0 | 1–2 | 1–0 | 4–0 | 3–0 | 2–0 | 2–0 | 2–0 | 2–0 | 0–1 | 2–1 | 2–1 |
| Atlético Chalaco    | 1–0 | 3–1 | 2–2 |     | 2–1 | 0–0 | 2–0 | 2–2 | 3–0 | 1–1 | 1–0 | 0–0 | 2–2 | 0–1 | 3–1 | 1–0 |
| Atlético Torino     | 2–1 | 1–2 | 0–1 | 1–0 |     | 4–1 | 0–1 | 2–0 | 2–1 | 1–1 | 0–0 | 0–2 | 1–0 | 2–0 | 4–0 | 2–3 |
| CNI                 | 1–0 | 1–1 | 3–2 | 1–0 | 2–0 |     | 1–1 | 6–1 | 1–1 | 0–0 | 2–2 | 1–0 | 2–1 | 2–4 | 4–1 | 0–1 |
| Coronel Bolognesi   | 2–0 | 2–0 | 1–1 | 1–1 | 2–2 | 1–0 |     | 2–0 | 1–3 | 2–2 | 0–1 | 1–0 | 2–1 | 0–1 | 1–0 | 1–2 |
| Deportivo Junín     | 1–2 | 1–2 | 2–1 | 3–2 | 3–1 | 2–0 | 3–1 |     | 2–1 | 4–2 | 1–0 | 0–1 | 0–0 | 3–1 | 3–1 | 1–3 |
| Deportivo Municipal | 0–0 | 2–4 | 2–1 | 0–2 | 2–3 | 1–0 | 2–1 | 1–0 |     | 0–0 | 2–2 | 2–1 | 3–1 | 0–1 | 2–2 | 2–2 |
| Juan Aurich         | 1–0 | 0–1 | 1–0 | 1–0 | 1–0 | 1–1 | 1–1 | 1–0 | 0–0 |     | 2–2 | 0–0 | 0–1 | 0–0 | 1–0 | 0–1 |
| León de Huánuco     | 1–0 | 1–1 | 3–2 | 3–1 | 2–1 | 1–0 | 2–1 | 1–1 | 0–0 | 1–1 |     | 0–0 | 2–0 | 1–1 | 2–0 | 1–0 |
| Melgar              | 1–0 | 2–1 | 3–1 | 2–1 | 0–2 | 3–0 | 2–0 | 1–1 | 3–1 | 2–1 | 1–0 |     | 0–0 | 3–1 | 1–0 | 2–0 |
| Sport Boys          | 3–1 | 4–0 | 0–0 | 1–1 | 2–0 | 1–0 | 3–1 | 2–1 | 1–1 | 1–1 | 2–0 | 2–2 |     | 4–4 | 3–0 | 1–2 |
| Sporting Cristal    | 1–0 | 0–0 | 1–2 | 0–0 | 3–0 | 2–2 | 0–1 | 0–2 | 0–1 | 1–1 | 2–2 | 1–1 | 2–2 |     | 0–1 | 0–0 |
| Unión Huaral        | 3–1 | 0–0 | 2–1 | 0–0 | 2–1 | 1–1 | 1–0 | 2–0 | 1–1 | 3–0 | 0–0 | 0–0 | 2–2 | 1–1 |     | 2–2 |
| Universitario       | 1–1 | 4–0 | 0–1 | 2–4 | 3–0 | 3–1 | 2–0 | 2–1 | 0–0 | 3–1 | 2–0 | 1–2 | 0–0 | 2–1 | 3–1 |     |

### Copa Libertadoresplay-off
Fue disputado entre el Ganador del Torneo Regional y el 2º puesto Torneo Descentralizado para ganarse un cupo en la Copa Libertadores 1982. Y los equipos que se enfrentaron fueron el Municipal (ganador del Torneo Regional 1981) y Universitario (2º puesto del Torneo Descentralizado 1981). Ambos ganaron sus Torneos y se fueron a un partido definitorio en el Estadio Nacional. Y el Municipal clasificó a la Copa Libertadores 1982.

|  | Deportivo Municipal | 3-2 | Universitario | Estadio Nacional, Lima |  |

## Última fecha
El 31 de enero de 1982, 33 mil personas se dieron cita al estadio Nacional, donde se programó un doblete: en primer turno, Universitario jugó contra Union Huaral; y en el partido de fondo, Sporting Cristal contra Melgar. Los cremas necesitaban ganar y esperar una caída mistiana para forzar un partido extra por el título: cumplieron con lo primero, pues vencieron 3-1 a los huaralinos. En el partido de fondo Melgar igualó 1-1 con Sporting Cristal y se coronó por primera vez campeón peruano. Esa noche hubo un homenaje a Oswaldo Ramírez y a Eleazar Soria, donde esa noche jugaron su último partido profesional.
| 1          | POR        | Ramón Quiroga      |       |
| 14         | DEF        | Eleazar Soria      |       |
|            | DEF        | Gerardo Baigorria  |       |
| 15         | DEF        | Rubén Toribio Díaz |       |
| 5          | DEF        | Miguel Gutiérrez   |       |
|            | MED        | Luis Reyna         | Salió |
| 17         | MED        | Alfredo Quesada    |       |
| 10         | MED        | Julio César Uribe  |       |
| 8          | DEL        | Eloy Ortiz         |       |
| 22         | DEL        | Oswaldo Ramírez    |       |
| 21         | DEL        | Carlos Campos      | Salió |
| Entrenador | Entrenador | Alberto Gallardo   |       |

| 23         | POR        | Emilio Campana    |       |
| 2          | DEF        | Jorge Ramírez     |       |
|            | DEF        | Arturo Bisetti    |       |
| 5          | DEF        | Raúl Obando       |       |
| 4          | DEF        | Freddy Bustamante |       |
| 6          | MED        | Benigno Pérez     | Salió |
|            | MED        | Abraham Medina    |       |
| 15         | MED        | Julio Ramírez     |       |
| 18         | DEL        | Víctor Gutiérrez  | 78'   |
| 8          | DEL        | Genaro Neyra      |       |
| 24         | DEL        | Ernesto Neyra     |       |
| Entrenador | Entrenador | Máximo Carrasco   |       |

| MED | Julio Aliaga  | Entró |
| MED | Roberto Drago | Entró |

| POR | Armando Suclla | 78'   |
| DEL | Wilson Ramírez | Entró |

| Anotado | 82' | Julio César Uribe | 1-1 |

| Anotado | 10' | Genaro Neyra | 0-1 |

| Amonestado | Raúl Obando      |
| Amonestado | Fredy Bustamante |

| Expulsado | 76' | Emilio Campana |

| Árbitro | Edison Pérez Núñez |

| 1          | POR        | Ramón Quiroga      |       |
| 14         | DEF        | Eleazar Soria      |       |
|            | DEF        | Gerardo Baigorria  |       |
| 15         | DEF        | Rubén Toribio Díaz |       |
| 5          | DEF        | Miguel Gutiérrez   |       |
|            | MED        | Luis Reyna         | Salió |
| 17         | MED        | Alfredo Quesada    |       |
| 10         | MED        | Julio César Uribe  |       |
| 8          | DEL        | Eloy Ortiz         |       |
| 22         | DEL        | Oswaldo Ramírez    |       |
| 21         | DEL        | Carlos Campos      | Salió |
| Entrenador | Entrenador | Alberto Gallardo   |       |

| 23         | POR        | Emilio Campana    |       |
| 2          | DEF        | Jorge Ramírez     |       |
|            | DEF        | Arturo Bisetti    |       |
| 5          | DEF        | Raúl Obando       |       |
| 4          | DEF        | Freddy Bustamante |       |
| 6          | MED        | Benigno Pérez     | Salió |
|            | MED        | Abraham Medina    |       |
| 15         | MED        | Julio Ramírez     |       |
| 18         | DEL        | Víctor Gutiérrez  | 78'   |
| 8          | DEL        | Genaro Neyra      |       |
| 24         | DEL        | Ernesto Neyra     |       |
| Entrenador | Entrenador | Máximo Carrasco   |       |

| MED | Julio Aliaga  | Entró |
| MED | Roberto Drago | Entró |

| POR | Armando Suclla | 78'   |
| DEL | Wilson Ramírez | Entró |

| Anotado | 82' | Julio César Uribe | 1-1 |

| Anotado | 10' | Genaro Neyra | 0-1 |

| Amonestado | Raúl Obando      |
| Amonestado | Fredy Bustamante |

| Expulsado | 76' | Emilio Campana |

| Árbitro | Edison Pérez Núñez |

|                  |
| Campeón          |
| Melgar 1º título |

## Goleadores
| Jugador | Jugador              | Goles | Equipo                    |
| ------- | -------------------- | ----- | ------------------------- |
| Peruano | José Andrés Carranza | 18    | Alianza Lima              |
| Peruano | Franco Navarro       | 16    | Deportivo Municipal       |
| Peruano | Genaro Neyra         | 16    | FBC Melgar                |
| Peruano | Víctor Hurtado       | 14    | Sport Boys                |
| Peruano | José Cañamero        | 14    | Universitario de Deportes |
| Peruano | Pablo Muchotrígo     | 13    | Cienciano                 |
| Peruano | Carlos Leturia       | 12    | Unión Huaral              |
| Peruano | José Zapata          | 11    | Atlético Torino           |
| Peruano | Ernesto Neyra        | 11    | FBC Melgar                |
| Peruano | Luis Enrique Camacho | 10    | Atlético Chalaco          |
| Peruano | Freddy Ravello       | 10    | Alianza Lima              |
| Peruano | Germán Leguía        | 10    | Universitario de Deportes |
| Peruano | Attilio Escate       | 9     | Sport Boys                |
| Peruano | José Vásquez         | 8     | Coronel Bolognesi         |
| Peruano | Oswaldo Ramírez      | 8     | Sporting Cristal          |
| Peruano | Felipe Aguilar       | 8     | Alfonso Ugarte            |

## Estadísticas
- Mejor Ataque: Alianza Lima 51 goles a favor.
- Mejor Defensa: FBC Melgar 22 goles en contra.
- Equipo con mayor cantidad de partidos ganados: FBC Melgar, Universitario de Deportes y Alianza Lima 16 triunfos.
- Equipo con menor cantidad de partidos perdidos: FBC Melgar 6 derrotas.
- Equipo con menor cantidad de partidos ganados: Juan Aurich 6 triunfos.
- Equipo con mayor cantidad de partidos perdidos: Atlético Torino 17 derrotas.
- Equipo con mayor cantidad de empates: Juan Aurich 14 empates.
- Equipo con menor cantidad de empates: Atlético Torino 3 empates.
- Equipo más goleado del torneo: Atlético Torino y Deportivo Junín 45 goles en contra.
- Equipo menos goleador del torneo: Juan Aurich 21 goles a favor.
- Mayor goleada del torneo: CNI de Iquitos 6-1 Deportivo Junín.
- Racha más larga de victorias: 5 victorias consecutivas FBC Melgar (Jornada 25 – 29)
- Racha más larga de partidos sin perder: 14 partidos consecutivos FBC Melgar (Jornada 1 – 13)
- Racha más larga de derrotas: 3 derrotas consecutivas Atlético Torino (Jornada 18 – 20)
- Racha más larga de partidos sin ganar: 7 partidos consecutivos Unión Huaral (Jornada 3 – 9)